# ان‌جی‌سی ۶۸۴۵
ان‌جی‌سی ۶۸۴۵ (انگلیسی: NGC 6845) نام یک کهکشان است.